# 自殺島
《自殺島》（日语：自殺島）是森恒二作畫的日本漫畫作品。於漫畫雜誌《YOUNG ANIMAL》2008年22號開始連載至2016年17號完結。全17卷。
作為續集，前傳《無法島》於同雜誌的2019年No.4開始連載。

## 作品概要
故事講述一班自殺慣犯，因放棄生存的權利與義務而被政府流放到一個小島上生活。主角阿政是一名自殺慣犯，同樣被流放到小島上，政府在這裡自生自滅，但是也絕不可以逃離小島，阿政在這裡瞭解他長期追求的答案，開始為生存而努力。雖然有許多人因各樣因素而逐漸自殺，但依然有不少人希望活下去。

## 人物介紹
本作有許多沒有設定姓名的人物，或是沒有將真實姓名告知他人的人物。

### 主要人物
阿世（台譯：阿政）
故事的男主角，是一名自殺慣犯(大量服用安眠藥及左手腕割傷)。人生漫無目的和方向，因而想要尋死。在島上居住的過程，為了保護他人，讓他逐漸成長、自立並找到了生存的意義。
由於在校曾學習弓道，所以有著不錯的射箭技術，自製弓和箭進行狩獵，逐漸熟習狩獵術。在山中遇到一名原住民，得知這個島嶼原本是日本政府用來放置重犯，讓其自生自滅，原住民大叔就是生存下來的一位。阿政與其交流並用獵到的鹿肉換取蔬菜，並從大叔手中接受1隻幼年柴犬（原本大叔用來當作後備糧食），打算訓練它成為獵犬，幫手狩獵，改名為1Q/生存（發音為生存）。在自殺島初期曾打算與麗芙一同跳樓自殺，但心中的迷網令阿政放棄再度自殺的理念，後來更利用弓術救下差點被強暴的麗芙，其理念跟行為打動麗芙，並與阿政一同前往山中小屋進行狩獵及食物處理，在感情升溫的同時阿政打算與其發生關係但因為麗芙的心理傷痕而導致身體出現抗拒，阿政後來得知麗芙的過去並表示會慢慢為麗芙的過去劃上句號。
在山中陣營擔作著獵人的角色，除了能狩獵鹿跟野豬肉外，還在多次戰爭中擔作重要角色，在前期戰爭雙方都没有遠距離武器的情況下，阿政的弓箭往往決定勝敗，但由於阿政並未下決心殺人（不管是否壞人），所以只以射手、腳等位置以令澤田軍撒退或放棄攻擊。在阿智被澤田綁走後，山中勢力一度前往救援，但由於阿智表示澤田願意把他當作女性，所以選擇留下。没有正面看見阿智的阿政在阿良等人回到學校後得知此事後大怒，並認為是澤田花言巧語哄騙了阿智，欲再度進攻救出阿智，但農業組表示已經不想再撕殺，後以多數表決決定不再進攻。阿政在冷靜過後思考，並以「我們是現代社會多中多數制的失敗者，若這裏再度實行多數制，會令某些人再度成為失敗者。」的理由貫上「自殺島上的人可以依個人意志行動」，決定和麗芙離開群體並到山中居住。後發現海邊小屋，與麗芙、1Q過著平凡的生活，屋內的物資、大自然的恩惠令阿政感受到這個島並不是為了自殺而存在，而是為了「讓人生存」而存在，固阿政把自殺島改名為「生存島」
在日夜繼夜的生活令阿政與麗芙的感情升溫，但阿政明白麗芙的過去傷痛因而自感痛苦，因為阿政不能改寫麗芙的過去，但麗芙郤在出現在以淚洗面的阿政旁邊並表示在阿智救出戰中，由於阿政曾表示「我來保護麗芙，麗芙若有甚麼不錯，那也得是我丟了這條命之後。」，從而感化麗芙，令麗芙內心不再抗拒身為男性的阿政，並打從心底自願在海邊與阿政發生關係。在一段時間後，2人碰上前來求救的記者跟胖子，原來澤田派遣女性突襲山中陣營並導致阿實等數人死亡，阿政表示會前去助陣。在最後戰爭開打前阿政表示只要擊殺澤田就可以結束戰爭，但在暗殺行動中阿政還是下不了手並導致雙方全面戰爭，但由於阿界的戰術，令山中陣營的進攻隊撲了空，澤田陣營全數進攻留在學校的女性，但由於女性們死守天台，澤田陣營只能留守學校中層及地面，再加上澤田捉來人質令阿政等人不能正面進攻而撒退，入夜後阿政等人決定從山頂用繩索直接登上學校天台與女性會合，並上下夾擊澤田陣營，在眾人合力下成功以0殺擊敗澤田軍，澤田敗逃，後被阿政等人以射擊令其行動不便，最後澤田負傷跳入海中逃走郤被血液吸引的鯊魚咬死。
與剩下的澤田軍達成不再開戰的協定，並扣留阿界。但由於阿良的仁慈放走阿界，導致阿良死亡及麗芙被捉走。阿政與1Q在追擊阿界的過程中來到平原，没有障礙物的平原令阿政束手無策，在阿政困擾之時遇上原住民大叔，並在大叔的幫助下成功引開阿界的注意，最後在「欲保護重要之人而引起的殺意」一箭射中阿界的心臟並成功救下麗芙和肚中的寶寶。在回到山中陣營時剛好遇到日本政府前來通知「解封」，但眾人心中明白没有人會感激這樣的救贖，因為自己的生命是由自己每天努力「生存」下來，而不是靠他人之力。故事尾聲眾人皆留在島上發展，由阿實留下的米、生果等令眾人的生活比過往好了不少。
與麗芙育有1子，取名為「小良」以紀念喪生的好友。
麗芙
故事的女主角，身穿連衣裙的少女。阿政在島上第一個見到的人，在她身上看到英子前輩的影子，希望在阿政身上找到『答案』。母親是俄羅斯人，但在她10歲時離開家裡回到俄羅斯，麗芙也被寄養在親戚家，卻不幸遭到繼父性侵，且持續10年之久，讓她留下了極大的心靈創傷。本名是「瑪利亞」，但這名字卻代表她不堪回首的過去，因此她不願告訴其他人自己的名字，也不希望阿政這樣稱呼她。阿政為她改名叫「麗芙」，意思是英文的「Live」，與阿政收養的獵犬「生」（日文：イキル）同樣具有活下去的意義。
喜歡阿政，後來與阿政成為戀人。在95話克服過去的陰影，與阿政發展進一步關係，並透過阿政學習狩獵術和箭術。在小智救出戰失敗後和阿政離開群體並到山中居住。後發現海邊小屋與阿政過上平凡的生活，在日夜繼夜的生活與阿政的感情升溫，但阿政明白麗芙的過去傷痛因而自感痛苦，因為阿政不能改寫麗芙的過去，但麗芙郤在出現在以淚洗面的阿政旁邊並表示在小智救出戰中，由於阿政曾表示「保護不了麗芙的時候，就是我死掉的時候」，從而感化麗芙，令麗芙內心不再抗拒身為男性的阿政，並打從心底自願在海邊與阿政發生關係並懷上阿政的寶寶。
最後戰爭結束後由於阿良的仁慈放走阿界，導致阿良死亡及麗芙被捉走。在被綁在平原的枯樹上有明顯避開往腹部的攻擊。後被阿政施計救出。
與阿政育有1子
（犬）
山上男人的小狗之一，因阿政帶有可協助打獵的期望而被帶走。被阿政訓練成狩獵犬中。名字在日文是生存的意思。

### 山上陣營
阿良（台譯：小良／港譯：阿龍）
相貌俊美的男子，個性幽默風趣且真心關懷他人，在群眾中他的想法比較積極，經常鼓勵著群中的人們，看上去不像是會自殺的人，也被大伙視為領袖。領導風格較為溫和，卻也在紛爭之時顯得軟弱。小良因為伴侶在事故中死亡而多次企圖以車禍自殺，身上因此有多道自殺未遂留下的大型疤痕。曾帶領幾個人離開自殺島，卻被日本軍方攻擊，負重傷與倖存者漂回殺島，事後一度心灰意冷而離開群體。在阿政的鼓勵下重新振作，重新活躍於團體之中。可惜於最後戰爭後被阿界刺死。
美紀
面有雀斑、感情豐富的少女，屬於容易對感情一頭熱且缺乏安全感的類型，從前也因為無法控制自己太過纏人的個性而嚇跑許多男友，感到絕望而走上自殺的道路。善長潛水，常與麗子一起行動。曾與小良一起離開自殺島，被攻擊時因小良幫忙而安全逃脫回到自殺島，對小良逐漸產生好感。曾被阿界慫恿跳樓自殺，但幸好被隨後趕到的阿政等人制止，並當場把阿界驅逐離開群體。不認同奈緒提供性服務的做法，而與她處得不好。
阿隆
本名隆治，曾毆打無名男子導致死亡，對於此事懷著罪惡感。戰爭時態度積極，後來小良讓位使其成為領導人。領導風格較為強勢好戰，抓獲俘虜時因懷恨同伴被殺並把俘虜3人推下樓使其墜樓而死。被流放前曾是一間小物流公司的老闆，為了家人和員工全心全意拼命工作，卻在一次送貨中精神不濟造成3人死亡的嚴重車禍而鋃鐺入獄，導致自己妻離子散而輕生。
麗子
雙辮子戴眼鏡的文靜少女，常與美紀一起行動。本來是家人眼中的乖孩子，而妹妹阿華不是，麗子也一直為此自豪，但想不到後來妹妹未婚懷孕帶男友回家並生下孩子之後，反而得到父母的認同，而家人更催促她趕快結婚，要她向妹妹看齊，這件事顛覆了她長久以來的價值觀，於是開始自殺。最初喜歡小良，後來與阿隆走近而喜歡上他，在酒醉狀態對其告白。故事的最後也與阿隆結婚並懷上孩子。
杉村（台譯：小杉）
帶著眼鏡的年輕男性。曾夢想成為作家，卻因自己過於不善社交的個性而不得志，選擇輕生。擁有較為豐富的知識，懂得製作簡易「鹽田」從海水取鹽，在小良決定離開自殺島時也曾製作了個簡便指南針給他。小良離隊時，杉村曾代為帶領群體一段時間，領導風格不若小良或阿隆那樣有魄力，但謹慎多慮且理性的言行還是幫助了大家度過不少難關。
帽子
戴著帽子的肥胖少年（隨著故事的推進消瘦了不少），是個典型不受歡迎的宅男。起初想法悲觀，覺得阿政和自己一樣是一無事處的人。不願提起自己的名字，以「帽子」之名自居。後來在手工藝上展現長處，製作出許多各式器具，在戰爭時更製造出盾牌，使山上陣營在第一戰取得壓倒性勝利，帽子因此獲得他人認同，也活得更有自信。此外，帽子也善於察言觀色，除了看透阿政外，亦曾看穿阿界的孤單無助並對其施加心理壓力。在主角團體中主要負責農務和各式用具的製作。多惠曾於酒醉狀態對其告白。
田中
在眾人來到島上第三天，開始修捕魚網時，看似對生存懷抱希望的少年，卻在當晚自殺。
多惠
曾是護士的女性，努力考上護理師，卻在實際工作中受不了超時工作、生離死別等壓力而選擇輕生。多惠是眾人當中唯一具有醫護背景的人，來到島上後主要負責照顧傷者，但在缺乏藥物和抗生素的情況下，也只能眼睜睜看著幾名本應傷不致死的同伴過世，刺痛了她從前的創傷，因而數度想要逃避照顧傷者。知道奈緒懷孕後，重新燃起了行醫助人的熱情。在廢棄醫院找到婦產科書籍研讀，並成功幫助奈緒產下一名女嬰。故事中初次被提及姓名時（39話）稱呼為「由美」（ユミ），後來才改稱為「多惠」。欣賞手工藝極佳的帽子，並與他交往、結婚。
被毆打的男性
被阿隆毆打而重傷的男性，在廢棄醫院中養傷。養傷時非常希望能生存下去，可惜在連名字也不知的情況下傷重不治。
是第一個讓阿政等人因他人死亡而哭泣的人，墳墓在一個能看到海的地方。
在山上隱居的男人
隱居的男人，殺人犯，比阿政等人更早到達島上。知道這座島其他的資訊，如：「自殺島」的前身是「無法島」。
種有一小片菜園，也養了幾隻小狗及一母犬，教導阿政煙薰的方法及用小狗來交換肉。本來希望阿政能與他一起生活，但被阿政拒絕。在故事最後阿界綁架麗芙的事件中，剛好因菜園凍毀走下山想要投靠阿政等人，而及時作為替身救了兩人的命。
阿健（台譯：健仔）
本名健一，小時看著父親因債務纏身而過勞死，讓健仔過著不願吃苦、遊手好閒的生活，最後了無生趣而選擇自殺。曾與吉村和青木一同為了搶奪鹿肉而試圖傷害阿政，但被阿政對生命的態度所影響而反省自身，並成為了阿政狩獵的好伙伴。知道奈緒懷孕後，表示要對她負責。
奈緒
年輕貌美的女子，母親因酗酒而未對奈緒善盡照顧的責任，讓奈緒走上紙醉金迷的道路。來到島上後，先加入了澤田的團隊，後來逃到阿政的團隊。自稱是療癒服務員，實質是性工作者。她是島上唯一看過澤田膽小不安一面的人，澤田也因此想把她留在身邊以免形象受損。逃到山上陣營後，澤田多次派人或親自嘗試把她帶回，但都無法成功。後來不慎懷孕，決定跳海時被阿良與美紀所救。在以多惠為主的女生們的幫助下順利產下一名女嬰（但不知道父親是誰）。故事的最後懷上了第二胎。
紗織
女性成員之一，與阿界十分親近。冬天來臨前，因為取得糧食越加困難和團體新人加入所造成的壓力，造成沙織陷入負面情緒，阿界趁機火上加油引導她自殺。在最後一刻燃起了想再努力一下的念頭，但卻被阿界當場親手勒死。
仁夫
戴眼鏡的胖子，第二批被送到島上的人之一。與阿政等人前往偵查於澤田處第二批自殺者，目睹澤田團男子可盡情享用女人後，自願投靠海邊陣營。阿界利用他前往主角團刺殺阿政或阿良其中一人，被實地記者織田發現企圖後阻止，並被帶去跟奈緒接吻後打消了念頭，純情的仁夫也從此喜歡上奈緒。
織田
實地記者，並非自殺未遂者，曾在東南亞與唯一一名逃出自殺島的人接觸，因此得知自殺島的存在並作了調查。將GPS發信器藏在自己的肚子裡帶到島上，很期待能在自殺島得到自己想要的資訊。個性開朗豁達。
阿實（台譯：小實）
家中務農，具有豐富的農業和畜牧知識，但從前認為務農沒有出路而選擇隻身前往東京發展，反而喪失目標而踏上自殺的道路。與帽子在地下室找到水稻種子，並開始嘗試種水稻，也在這個過程中體認了務農的光榮和樂趣。在主角團中屬非戰派，後來遭到澤田陣營派女生偷襲，被刀刺傷臟器，由於島上不具備治療內出血和感染的手段，使小實久病不癒虛弱致死。
宮野照久
從最初就有登場的年輕男性，曾因沒有碰過女人而想在第一天晚上與其他人一起加入強暴麗芙的行列。在最後戰役時，與其他女生留守學校而成為澤田的人質，並不幸遭到澤田推下樓摔死。
佐優
過去有裁縫經驗的女性，為沒有衣服替換的大家製作了工作服，後來還利用床單和窗簾幫阿政、麗芙、帽子和多惠製作婚紗。據奈緒所說，她似乎也對小良有意思。
隆史
第一次戰役展開偷襲時，遭汽油彈攻擊燃燒身亡。認識睦美。
睦美
遭擄淪為敵方陣營性奴隸。

### 海邊陣營
澤田
在島的南端村落建立了自己的王國，以恐怖獨裁的手段加以統治，讓男人負責勞動、女人負責滿足男人的生活和性需求，晚上常常會開放群交來作為男性們的獎勵。流放前在社會是個小混混，因上頭的要求協助販毒，成為了毒販，自己也陷入毒物的影響中。為了滿足慾望不斷向阿陣營侵犯。在最後戰爭後，在受傷的情況下跌落海中，被群聚的鯊魚吃掉。據奈緒所說，澤田的本性上相當膽小不安，但從起初為了生存（奪取一串香蕉）而衝動殺了一名同夥之後，就不得已一直保持著凶狠的形象。
阿界
阿政在輔導中心認識的朋友。在故事開頭提供了不少關於生存下去的建議，算是群中的參謀，但後來被揭發，竟然是不斷慫恿意志較弱的人自殺的兇手，並殺死了與他一起行動的少女紗織。在教唆美紀跳樓失敗、被逐出主角的團體後，展開報復。先放火企圖燒死同伴，後又加入澤田的團隊，成為澤田的智謀，建議殺掉阿政與阿良。在最後戰爭後，被山上陣營拘留。但在山上陣營慶祝收成時成功誘導阿良將他釋放。成功將阿良刺殺後，綁架了利芙作人質上山，並以此威脅阿政。最後被阿政射殺。死前告訴阿政自己的反社會人格，無法感受他人的快樂與悲傷。
阿智（台譯：小智）
本名智樹，經常和阿政一同行動的清秀少年，和阿政交情很好。有性別認知障礙，因此他的內心是一名女性。出身觀念傳統的醫師家庭，從小受到父親期待要繼承家業，但到了中學時期，小智透過與朋友相處和上網查詢認識了自己的性別認知障礙，鼓起勇氣告訴家人，卻想不到被父親稱為「怪物」，無法獲得家人認同的小智承受了極大的心理壓力，因而多次自殺未遂。原先屬於在山上陣營，在阿政的鼓勵下向大家坦白自己的性傾向，獲得大家的接受，小智也為此非常感動。但101話遭澤田擄走做為人質，澤田看出他的內心是女生，進而對他性侵犯。
阿廣
海邊陣營的男性，曾在森林中被阿政等人追殺，卻因阿政心軟而得以保命。在最後之戰時，有機會在樓梯上用長矛刺殺小杉，但因為先前的經驗而猶豫片刻，使得阿政等人得以趕到阻止。澤田死後，阿廣也站出來替大家向阿隆求情，表示大家都是努力想生存下去的好人，令阿隆下不了手。

### 其他人物
青山英子（故人）
阿政學生時代的前輩，射箭部部長兼圖書委員。因經常看到阿政而有所交流，教導阿政有關弓道的知識。
因與一位已婚老師戀愛並懷有身孕，感到絕望而自殺。
惠理（故人）
阿良的戀人，於交通事故死亡。

## 世界觀

### 自殺島
- 位於日本南部海域，直昇機與小型巡邏艇可抵達的距離。氣候溫暖無雪，但冬天下水捕魚還是很冷。
- 島上動物：日本鹿—在島上生活的鹿兒，阿政在牠們身上看見不少的生存氣息。此外，也存在野豬、雞、狗等。
- 島上有溪流提供淡水水源，也有熱帶水果可供食物
- 潛水工具—在島上廢棄的商店中有為數不少的潛水工具，推測是政府為被放逐至此地的人提供最低限度的求生工具。
- 過往的生存者—在阿政等人到達島時就已經在的犯罪者，為前傳作品的續作「無法島」中存活下來的居民。現時有極少數在生存，但大多也在深山之中。
- 隔鄰的另一小島有山羊可以捕捉，但此島面積較小，水源和植物等資源也相對匱乏，比起本島更不適合居住。

### 第一次戰役
81話合戰因帽子製作的手工武器以及盾牌，壓倒性的取得勝利，入夜後偷襲澤田陣營，澤田方卻將女人當作盾牌，導致慘敗收尾。戰後為了彌補男性戰力損失，女性也投入戰鬥訓練。

### 話數
第一話：自殺島  第二話：

## 出版書籍
自殺島
| 集數 | 白泉社         | 白泉社                 | 尖端出版       | 尖端出版               | 東立出版社         | 東立出版社             |
| 集數 | 發售日期       | ISBN                   | 發售日期       | EAN / ISBN             | 發售日期           | ISBN                   |
| ---- | -------------- | ---------------------- | -------------- | ---------------------- | ------------------ | ---------------------- |
| 1    | 2009年8月28日  | ISBN 978-4-592-14621-6 | 2010年7月24日  | EAN 471-7702-23226-9   | 2010年1月10日      | ISBN 978-962-955-706-5 |
| 2    | 2010年1月29日  | ISBN 978-4-592-14622-3 | 2010年10月20日 | EAN 471-7702-23644-1   | 2010年4月30日      | ISBN 978-962-955-757-7 |
| 3    | 2010年6月29日  | ISBN 978-4-592-14623-0 | 2011年10月24日 | EAN 471-7702-24459-0   | 2010年9月30日      | ISBN 978-962-955-798-0 |
| 4    | 2010年11月29日 | ISBN 978-4-592-14624-7 | 2012年3月13日  | EAN 471-7702-24597-9   | 2011年3月10日      | ISBN 978-962-955-837-6 |
| 5    | 2011年4月28日  | ISBN 978-4-592-14625-4 | 2012年10月11日 | EAN 471-7702-25105-5   | 2011年8月10日      | ISBN 978-962-955-879-6 |
| 6    | 2011年9月29日  | ISBN 978-4-592-14626-1 | 2012年12月14日 | EAN 471-7702-25264-9   | 2012年5月30日      | ISBN 978-962-955-962-5 |
| 7    | 2012年3月29日  | ISBN 978-4-592-14627-8 | 2013年11月19日 | EAN 471-7702-25576-3   | 2012年9月10日      | ISBN 978-962-955-981-6 |
| 8    | 2012年9月28日  | ISBN 978-4-592-14628-5 | 2014年9月22日  | EAN 471-7702-25577-0   | 2013年1月25日      | ISBN 978-988-228-031-1 |
| 9    | 2013年5月29日  | ISBN 978-4-592-14629-2 | 2015年5月11日  | EAN 471-7702-26548-9   | 2013年10月20日     | ISBN 978-988-228-087-8 |
| 10   | 2013年11月29日 | ISBN 978-4-592-14630-8 | 2015年7月31日  | EAN 471-7702-26798-8   | 2014年6月19日      | ISBN 978-988-228-145-5 |
| 11   | 2014年5月29日  | ISBN 978-4-592-14631-5 | 2016年2月3日   | ISBN 978-957-10-6403-1 | 2014年12月12日     | ISBN 978-988-228-181-3 |
| 12   | 2014年10月29日 | ISBN 978-4-592-14632-2 | 2017年4月12日  | ISBN 978-957-10-7379-8 | 改以台灣代理版發售 | 改以台灣代理版發售     |
| 13   | 2015年5月29日  | ISBN 978-4-592-14633-9 | 2017年5月19日  | ISBN 978-957-10-7432-0 | 改以台灣代理版發售 | 改以台灣代理版發售     |
| 14   | 2015年11月29日 | ISBN 978-4-592-14634-6 | 2017年10月11日 | ISBN 978-957-10-7757-4 | 改以台灣代理版發售 | 改以台灣代理版發售     |
| 15   | 2016年6月29日  | ISBN 978-4-592-14635-3 | 2018年3月7日   | ISBN 978-957-10-7961-5 | 改以台灣代理版發售 | 改以台灣代理版發售     |
| 16   | 2016年10月28日 | ISBN 978-4-592-14636-0 | 2020年10月15日 | ISBN 978-957-10-9136-5 | 改以台灣代理版發售 | 改以台灣代理版發售     |
| 17   | 2016年10月28日 | ISBN 978-4-592-14637-7 | 2020年11月12日 | ISBN 978-957-10-9175-4 | 改以台灣代理版發售 | 改以台灣代理版發售     |

無法島
| 集數 | 白泉社        | 白泉社                 |
| 集數 | 發售日期      | ISBN                   |
| ---- | ------------- | ---------------------- |
| 1    | 2019年9月27日 | ISBN 978-4-592-16501-9 |
| 2    | 2020年3月27日 | ISBN 978-4-592-16502-6 |
| 3    | 2020年8月28日 | ISBN 978-4-592-16503-3 |

## 外部連結
- Young Animal WEB 「自殺島」介紹網頁
- 自殺島公式HP